# Dans i Gopsmorstugan
Dans i Gopsmorstugan är en målning av Anders Zorn från 1914. Målningen föreställer dans i en liten stuga i Gopsmor, en by som uppstod vid Österdalälven 1904 då Anders Zorn flyttade dit ett par äldre timmerhus, det äldsta från 1325. Platsen blev en fristad för konstnären, en kombinerad vildmarksateljé och fiskarstuga till vilken han kunde dra sig undan. Modellerna är ungdomar från trakten runt Mora.  
En etsning av Zorn från 1906 med liknande titel, Dans i Gopsmor, finns på Thielska galleriet i Stockholm.